# Nationaal Songfestival 1979
Het Nationaal Songfestival 1979 was de Nederlandse selectieronde voor het Eurovisiesongfestival 1979, en werd gehouden in het RAI Congrescentrum in Amsterdam op 7 februari. Het werd gepresenteerd door Martine Bijl. Er deed 1 artiest mee. Sandra Reemer werd gekozen om Nederland te vertegenwoordigen op het Eurovisiesongfestival 1979. Dat had ze in 1972 en 1976 ook al gedaan. Het winnende lied was Colorado.
| Startplaats | Lied               | Punten | Plaats |
| ----------- | ------------------ | ------ | ------ |
| 1           | "Lieveling"        | 109    | 2      |
| 2           | "Lila Lavendel"    | 66     | 5      |
| 3           | "Intercity"        | 104    | 3      |
| 4           | "Waar ben je heen" | 68     | 4      |
| 5           | "Colorado"         | 203    | 1      |

1956 · 1957 · 1958 · 1959 · 1960 · 1961 · 1962 · 1963 · 1964 · 1965 · 1966 · 1967 · 1968 · 1969 · 1970 · 1971 · 1972 · 1973 · 1974 · 1975 · 1976 · 1977 · 1978 · 1979 · 1980 · 1981 · 1982 · 1983 · 1984 · 1986 · 1987 · 1988 · 1989 · 1990 · 1992 · 1993 · 1994 · 1996 · 1997 · 1998 · 1999 · 2000 · 2001 · 2003 · 2004 · 2005 · 2006 · 2007 · 2008 · 2009 · 2010 · 2011 · 2012